# Duman I
Duman I – czwarty studyjny album grupy Duman.
Płyta została wydana w 2009 roku przez wytwórnię płytową Sony Music.

## Lista utworów
1. Dibine Kadar
2. Sarhoş
3. Sor Bana Pişman Mıyım
4. Hayvan
5. Yalan
6. Sevdim Desem
7. Yağmurun Sabahında
8. Helal Olsun
9. Rezil
10. Bu Aşk Beni Yorar

## Teledyski
- Dibine Kadar (2009)
- Sor Bana Pişman Mıyım (2011)
- Helal Olsun (2011)